# Comté d'Agder
Le comté d'Agder est un comté norvégien situé au sud du pays. Il est créé le 1er janvier 2020 à partir de la fusion des anciens comtés de Vest-Agder (Ouest-Agder) et de Aust-Agder (Est-Agder). Son centre administratif se partage entre Arendal et Kristiansand.
Bien avant la création de la subdivision administrative, c'était également une région historique, appelée aussi Sørlandet (pays du Sud), lieu du royaume d'Agder, un royaume viking au Moyen Âge. Si le toponyme n'était plus utilisé à partir de 1662, il est réapparu au début du XXe siècle.

## Communes
Le comté d'Agder est subdivisé en 25 communes (Kommuner) au niveau local :
| N° | Code commune | Nom             | Ancien code commune                         | Ancien comté |
| -- | ------------ | --------------- | ------------------------------------------- | ------------ |
| 1  | 4201         | Risør           | 0901 Risør                                  | Aust-Agder   |
| 2  | 4202         | Grimstad        | 0904 Grimstad                               | Aust-Agder   |
| 3  | 4203         | Arendal         | 0906 Arendal                                | Aust-Agder   |
| 4  | 4204         | Kristiansand    | 1001 Kristiansand 1017 Songdalen 1018 Søgne | Vest-Agder   |
| 5  | 4205         | Lindesnes       | 1002 Mandal 1021 Marnardal 1029 Lindesnes   | Vest-Agder   |
| 6  | 4206         | Farsund         | 1003 Farsund                                | Vest-Agder   |
| 7  | 4207         | Flekkefjord     | 1004 Flekkefjord                            | Vest-Agder   |
| 8  | 4211         | Gjerstad        | 0911 Gjerstad                               | Aust-Agder   |
| 9  | 4212         | Vegårshei       | 0912 Vegårshei                              | Aust-Agder   |
| 10 | 4213         | Tvedestrand     | 0914 Tvedestrand                            | Aust-Agder   |
| 11 | 4214         | Froland         | 0919 Froland                                | Aust-Agder   |
| 12 | 4215         | Lillesand       | 0926 Lillesand                              | Aust-Agder   |
| 13 | 4216         | Birkenes        | 0928 Birkenes                               | Aust-Agder   |
| 14 | 4217         | Åmli            | 0929 Åmli                                   | Aust-Agder   |
| 15 | 4218         | Iveland         | 0935 Iveland                                | Aust-Agder   |
| 16 | 4219         | Evje og Hornnes | 0937 Evje og Hornnes                        | Aust-Agder   |
| 17 | 4220         | Bygland         | 0938 Bygland                                | Aust-Agder   |
| 18 | 4221         | Valle           | 0940 Valle                                  | Aust-Agder   |
| 19 | 4222         | Bykle           | 0941 Bykle                                  | Aust-Agder   |
| 20 | 4223         | Vennesla        | 1014 Vennesla                               | Vest-Agder   |
| 21 | 4224         | Åseral          | 1026 Åseral                                 | Vest-Agder   |
| 22 | 4225         | Lyngdal         | 1027 Audnedal 1032 Lyngdal                  | Vest-Agder   |
| 23 | 4226         | Hægebostad      | 1034 Hægebostad                             | Vest-Agder   |
| 24 | 4227         | Kvinesdal       | 1037 Kvinesdal                              | Vest-Agder   |
| 25 | 4228         | Sirdal          | 1046 Sirdal                                 | Vest-Agder   |